# Кольчино
Ко́льчино (до 2016 року — Кольчине — селище в Україні, адміністративний центр Кольчинської селищної громади Мукачівського району Закарпатської області.

## Географічне розташування
Селище розташоване на правому березі річки Латориця, за 6 км на північний схід від міста Мукачево (де-факто передмістя Мукачева). В селиші знаходиться однойменна залізнична станція.

## Назва
У 1995 році назву селища Кольчине було змінено на одну літеру.

## Історія
Територія сучасного селища була заселена людьми з I тисячоліття до н. е. Археологічні знахідки свідчать, що тодішні мешканці займалися виробленням кераміки. На схилі гори Тупча — три мустьєрські місцезнаходження. Тут же — городище ранньозалізного віку культури Голігради. Досліджувалося експедицією Ужгородського державного університету у 1971—1972 роках. Виявлено вали, наземні житла, господарські споруди. На території городища в різні часи знайдено два бронзових скарби та поодинокі знахідки загальною кількістю дев'ять екземплярів. Скарби датуються добою пізньої бронзи і раннього заліза. На горі Жорнина — курганний могильник куштановицької культури. У 1874 році біля залізоливарного заводу знайдено римську монету імператора Траяна.
У XII—ХІІІ століттях на території селища оселилися німецькі колоністи.
Перша згадка про Кольчино в писемних джерелах 1263 року. Зміна назв: 1271-Kwlke, 1296-Kulchun, Kulchen. Назва села походить від угорського слова kölcsön, що означає «позичено», «подаровано».
1768 (можливо, 1672) року — на території села Шелестова (нині частина Кольчина) трансильванські князі Ракоці (власники Мукачева) створили перший на Закарпатті залізоплавильний завод, який працював на місцевій залізній руді. Виробляв сільськогосподарські знаряддя, домашнє обладнання: січкарні, плуги, лопати, мотики, цвяхи, кухонні плити, свічники, млинки. Продукцію заводу експортували на ринки Європи.
1711 року, після поразки повстання під проводом Ференца II Ракоці, завод разом із селом і цілою Мукачівською домінією був відібраний Габсбургами від князів Ракоці і переданий німецьким графам Шенборнам.
Наприкінці XIX століття у Кольчині збудована перша у Карпатському реґіоні України гідроелектростанція (поєднану з млином; рештки обладнання ще донедавна зберігалися на терені бази відпочинку нафтопроводу «Дружба»).
1945 року, на місці старого залізоплавильного заводу, створено державний верстатобудівний завод імені Кірова, біля якого утворено штучне поселення з назвою Кірове, а 1960 року було приєднано до села Кольчино.

### Храм Покрови Пресвятої Богородиці (1882)
У 1692 році згадано про Кольчино як філію Шелестова і про стару дерев’яну церкву на старому цвинтарі. Наступна згадка про дерев’яну церкву належить до 1778 року.
Сучасна церква зведена в стилі провінційної базиліки. Над входом написана дата — 1882 pік, проте старожили твердять, що церкву спорудили давніше (можливо, у 1837 році).
У 1960 році інтер’єр було розмальовано. Близько 1980 року місцевий художник Василь Кость вирізав іконостас та намалював ікони. Старий іконостас було знищено. Згадують, що на зворотному боці був напис латиницею.
У 1982 році церкву зовні поштукатурено. У 1996 році оновлено малювання інтер'єру. Храм повернуто до греко-католиків.
У 1924 році біля церкви  Петро Іобак та його дружина Марія Пацкан поставили мурований хрест.
Храм святого Петра і Павла (1922)
Мурована церква в Шелестові належить до кращих зразків мурованої архітектури. Традиційний базилічний силует збагачено бароковими верхівками над бічними притворами, що нагадує лемківські елементи старої церкви. Проєкт церкви зробив тодішній священик о. Юлій Данкулинець. Він також організував будівництво, яке вів Михайло Білак. Гроші на спорудження храму почали збирати з 1921 року, на кінець року було зібрано 69 295 крон, з яких Юрко Удут, продавши землю, дав 8050 корон, Іван Желізник — 8100, Митер Варга — 25 345, інший Юрко Удут — 13 050 крон.
Збереглися детальні записи про всі витрати і надходження впродовж будівництва. 10 березня 1921 року на оформлення плану церкви, полотно, фарбу та інше було виділено 150 крон. Майстри Січка і Желізник за 5 днів роботи із смерековим деревом отримали 175 крон. У 1922 році графові Шенборну заплатили 3348 крон за 682 куб. м каменю, а майстрові по металу — 2044 крони за три хрести.
Голова громади Василь Порохнавець твердить, що в главці під надбанним хрестом (висота вежі сягає 36 м) зберігається грамота з іменами всіх причетних до будівництва. Усередині стіни розписано сценами з Євангелія. На кожному малюнку, крім назви, вказано ім’я жертвувача. Іконостас вирізав І. Павлишинець, який також реставрував іконостас у старій дерев’яній церкві. Завершений та оздоблений храм посвятив єпископ П. Ґебей 23 вересня 1928 року. Біля церкви стоїть металевий хрест, поставлений у 1914 році Михайлом Швалагіним та Поланею Катрин і перенесений в часи войовничого атеїзму.

## Присілки
Кірове  (до 1945 р. Фрідєшово)— колишнє село в Україні, в Закарпатській області. Об'єднане з селом Кольчино рішенням облвиконкому Закарпатської області № 264 від 13.05.1960 року.
У 1945 році на місці старого залізоплавильного заводу створили державний верстатобудівний завод імені Кірова, біля якого утворено штучне поселення з назвою Кірове.
У 1973 році споруджено пам'ятник Сергію Кірову (скульптор К. М. Лозово, М. В. Попович, виготовлений із залізобетону та чугуну). Біля залізоливарного заводу знайдено римську монету імператора Траяна.
Нижня Визниця — колишнє село в Україні, в Закарпатській області. Об'єднане з селом Кольчино.
Згадки: 1484: Wyznycze, 1530: Alſo wznÿtza, 1533: Alſso Wÿznitze, 1542: Alſo wyznytze, 1543: Alſo wiznicze, 1550: Alſo Wÿſnÿcza, 1570: Also Viznicze, 1645: Also Visnicze, 1808: Viznicze (Alsó-), Dolnj-Wyznica Árdánháza, 1851: Viznicze (Alsó), 1864/65: Alsó Vizsnitza, 1913: Alsóviznice, 1925: Viţnice Niţní, 1930: Viznice Niţni, 1944: Alsóviznice, Нижня Вызниця, 1946: Нижня Визниця.
Шелестово — колишнє село в Україні, в Закарпатській області. Об'єднане з селом Кольчино рішенням облвиконкому Закарпатської області № 264 від 13.05.1960 року.
Перша згадка у XVI столітті. 17. sz.: Selesztó (DEZSŐ 268), 1693: Selestow (HODINKA 372), 1773: Selesztó, Selestowo (LexLoc. 53), 1808: Szelesztó, Selestow, Selestowo (LIPSZKY: Rep. 629), 1851: Szelestó (FÉNYES 4: 84), 1864/65: Selesztó (PESTY 439), 1873: Selesztó (Hnt.), 1913: Szélestó (Hnt.), 1925: Šelestovo (ComBer. 144), 1944: Selesztó, Шелестово (Hnt.), 1946: Шелестове (ZO).
Шелестівське городище
Тип споруди: городище-глиняний замок Гава-Голіградської археологічної культури одного з північно-фракійських племен, племінний центр.
Перший етап будівництва — ХІІІ століття до н.е. Останній етап будівництва — Х століття до н.е.
Це городище — одне з найдавніших фортифікаційних споруд на території Закарпатської області. Місце для заснування укріпленого поселення було вибрано на горі Тупча, що підноситься ва декілька кілометрів на північний схід від Мукачева. Біля західного схилу гори знаходилося село Шелестово, яке і дало назву городища — шелестівська. Згодом село Шелестово припинило своє існування як окремий населений пункт після того, як його територія увійшла до складу села Кольчино.
Городище на горі почало розбудовуватися близько 3300 років тому і існувало близько 300 років. Немає єдиної думки з теми статусу цього городища. За однією версією, це було місце постійного проживання великої групи людей або навіть центр родоплемінної групи. За іншою версією — укріплена валами територія городища могла використовуватися час від часу, в разі небезпеки, жителями прилеглих рівнинних поселень.
Городище витягнулося по осі північ-південь. Воно займало територію, в плані має форму неправильного витягнутого овалу, що має вигин у вигляді дуги. Довжина «овалу» — близько 830 метрів, максимальна ширина — близько 160 метрів.
Зміцнення захищали територію площею близько 2 га. Оборонний пояс городища був представлений валом і ровом. Зі східного боку територія городища була добре захищена природними укріпленнями — стрімкими скелястими схилами гори, і тому з цього боку штучні укріплення, ймовірно, не зводилися. Лінія оборони (вал і рів) простяглася дугою з півночі, уздовж східного кордону городища і завершувалася біля південного краю території поселення. Таким чином, штучними укріпленнями прикрили ту частину городища, яку не могли захистити природні укріплення.
Вал мав досить складну конструкцію — його підніжжя було вистелено кам'яною кладкою, поверх якої був насипаний шар глини, змішаний з річковою галькою і шматками андезиту (вулканічної гірської породи). Схили валу були крутими і для запобігання їх сповзання і для додаткового захисту їх облицьовували великими кам'яними плитами.
В цілому головний вал городища має розриви в 12 місцях. Деякі дослідники вважають, що це вказує на наявність в городище 12 воріт. Така велика кількість воріт дослідники пояснюють відсутністю серйозної зовнішньої загрози, що, можливо, і дало привід жителям поселення значно знизити оборонний потенціал городища, виконавши в його валі стільки проходів. Поруч з одним із входів були знайдені циклопічні кам'яні плити і великі кам'яні брили — на основі цієї знахідки з'явилася думка, що саме цими кам'яними щитами перекривався вхід в городище в разі небезпеки.
За 10-12 метрів на північ від основного вала городища, на пологому слоні гори, була влаштована ще одна лінія оборони у вигляді валу, що має форму дуги.
Утворено у Х1 столітті до н. е. Точна причина припинення життя на городищі не відомо. Занепад поселення пов'язують з появою в цій місцевості племен зі сходу, витіснених зі своїх земель скіфами. В ході обстеження території городища були знайдені численні свідоцтва військового життя поселення: бойові молоти-карбівки, мечі, кинджали, наконечники списів і стріл.
Нині територія городища частково знищена, але місцями ще є можливість побачити залишки валів і ровів.
Вже значно пізніше підніжжя гори почали розробляти під видобуток породи. Як наслідок, на горі залишилось декілька недіючих кар'єрів. Вода, яка заповнила місця видобутку, утворила тут мальовничі, невеликі за розміром озера.
1768 (можливо, 1672) рік — на території села Шелестова (нині — частина Кольчина) трансильванські князі Ракоці (власники Мукачева) створили перший на Закарпатті залізоплавильний завод, який працював на місцевій руді. Виробляв сільськогосподарські знаряддя, домашнє обладнання: січкарні, плуги, лопати, мотики, цвяхи, кухонні плити, свічники, млинки. Продукцію заводу експортували на ринки Європи.
У 1711 році, після поразки повстання під проводом Ференца II  Ракоці, завод разом із селом і цілою Мукачівською домінією був відібраний Габсбурґами від князів Ракоці і переданий німецьким графам Шенборнам.
У 1945 році, на місці залізоплавильного заводу, утворений державний верстатобудівний завод (тоді імені Кірова).

## Населення
Населення селища — 4 407 мешканців (2006; українці — 95 %, словаки — 3 %, німці та інші).

### Мова
Розподіл населення за рідною мовою за даними перепису 2001 року:
| Мова       | Відсоток |
| ---------- | -------- |
| українська | 94,08 %  |
| словацька  | 2,56 %   |
| російська  | 2,20 %   |
| угорська   | 0,59 %   |
| німецька   | 0,27 %   |
| білоруська | 0,02 %   |
| болгарська | 0,02 %   |
| вірменська | 0,02 %   |
| молдовська | 0,05 %   |
| циганська  | 0,02 %   |

## Історія церкви із Шелестова

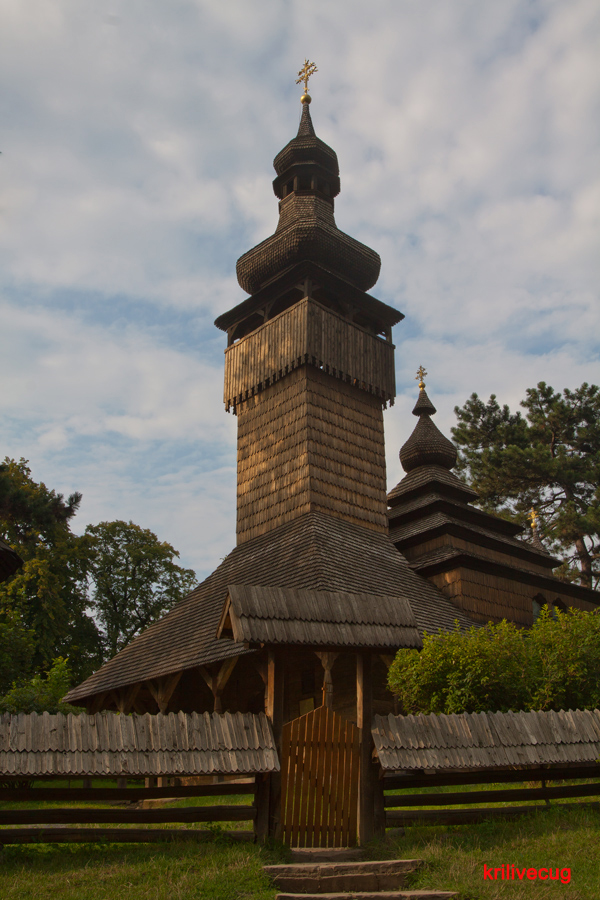
Сучасний краєвид церкви на її теперішньому місці в Ужгороді

До 1928 у селі Шелестово (нині частина — Кольчина) стояла дерев'яна лемківська церква Святого Архангела Михаїла. Роком її заснування найчастіше називають 1777 рік, але є також свідчення про початок XVIII століття і навіть про 1692 рік. Тиводар Легоцький вважав, що 1777 року церкву повністю поновили та згодом освячена.
За оцінками мистецтвознавців, серед декількох збережених лемківських церков шелестівська вирізняється бездоганними пропорціями, особливою стрункістю, чудово проробленими художніми деталями.
У храмі був іконостас початку XIX століття, прикрашений іконами видатного закарпатського живописця XVII століття Іллі Бродлаковича-Вишенського, проте більшість оригінальних ікон церкви зникла за час панування радянської влади. Згодом до іконостасу вмонтували ікони XVIII століття, які були перевезені з Колочави у 1975 році.
У 1922 році в Шелестові збудували нову муровану церкву. Відтак на початку березня 1928 церкву запропонували придбати мукачівській православній громаді. Освячення на новому місці (в Мукачеві) проведено 5 серпня 1928 року єпископами Серафимом і Гораздом. За часів СРСР церква була певний час занедбана, у 1969—1972 роках її відреставрували архітектори Б. Киндзельський та Іван Могитич. 1972 року пам'ятку архітектури перевезено до Ужгорода, у Закарпатський музей народної архітектури та побуту. Це єдина класична лемківська церква, що залишилася в Закарпатті (решту у 1920—1930-х роках вивезено до Чехії; ще дві — у Сваляві та Руській Кучаві — зазнали переробок).
Майстрам, які працювали над її створенням та побудовою, вдалось поєднати шатровий та барочний народний архітектурний стиль. В результаті чого, церковну будівлю виділяє пропорційність, стрункість та проробка художніх деталей. Пам'ятка поєднує у собі західний і східний вплив і це виражається в архітектурному стилі. План побудови свідчить про східне походження храму, в той час, як особливості спорудження дзвіниці говорять про вплив західного архітектурного мистецтва. Наявність у церкви багатоярусних шатрових дахів над вівтарною частиною церкви та нефом говорить про її зв'язок та вплив на її побудову бойківського стилю зодчества, яке було поширене на півночі Карпат. У будівлі присутні деякі риси стилю бароко. Спеціалістами відмічається динамічність архітектурного спорудження, через поступове зростання частин будівлі від вівтаря до дзвіниці. Дзвіниця має каркасну конструкцію, яку прикрашає аркада голосників, а увінчує її барокова баня з розвинутими гранями і ажурною аркадою. Увінчується цей об'єкт главка з кованим хрестом. Зустріти аналогічні главки можна над шатровими верхами вівтаря. Вежа висока, має бароковий архітектурний напрям побудови. Висота церкви з врахуванням висоти вежі сягає 22 метрів. Зруби змайстровані з брусів, які виготовлені з дуба. Їх перетин досягає 40 см. Церква триверха, складається з трьох зрубів. Її покриттям слугує гонт. Притвір та неф мають однакову ширину. Верхи нефа та східної частини ' — шатрові з заломами, у вінці яких розміщуються барочні главки. Церковний іконостас виділяється виразним різьбленням, має 4 яруси та орнамент рослинного характеру. Різьблення характеризується комбінованим стилем та помітне на позолочених колонках. Деякі елементи у вигляді башти та її оформленні свідчать про присутність деяких рис стилю рококо. Церковний вівтар увінчує не дуже високий верх, який має два заломи. Неф має три заломи. У XIX столітті іконостас був прикрашений роботами закарпатського живописця Іллі-Бродлаковича-Вишенського. Вони були перенесені у дерев'яну церкву з храму Святого Духу з села Колочава. Чимало ікон, які тривалий час були у власності Шелестківської церкви, зникли.
При побудові церкви використовувались тільки дерев'яні цвяхи і не було використано жодного металевого. Територія цієї архітектурної пам'ятки з північного заходу обмежується контрескарпною стіною з каменю. Початок XX століття охарактеризувався зміною в архітектурному ансамблі дерев'яної будівлі — стіни зрубів було поштукатурено. Також поверхні були побілені. Взимку 2008 року проведені реставраційні роботи, що були націлені на збереженні від руйнації Шелестівської церкви. Деревина, яка використовувалась для виконання робіт, оброблювалась спеціальним антисептичним засобом, який повинен захистити її в певній мірі від шкідливих навколишніх чинників. Значна частина об'єктів, що використовуються як реставраційні засоби, виготовлені з дуба.

## Сучасність

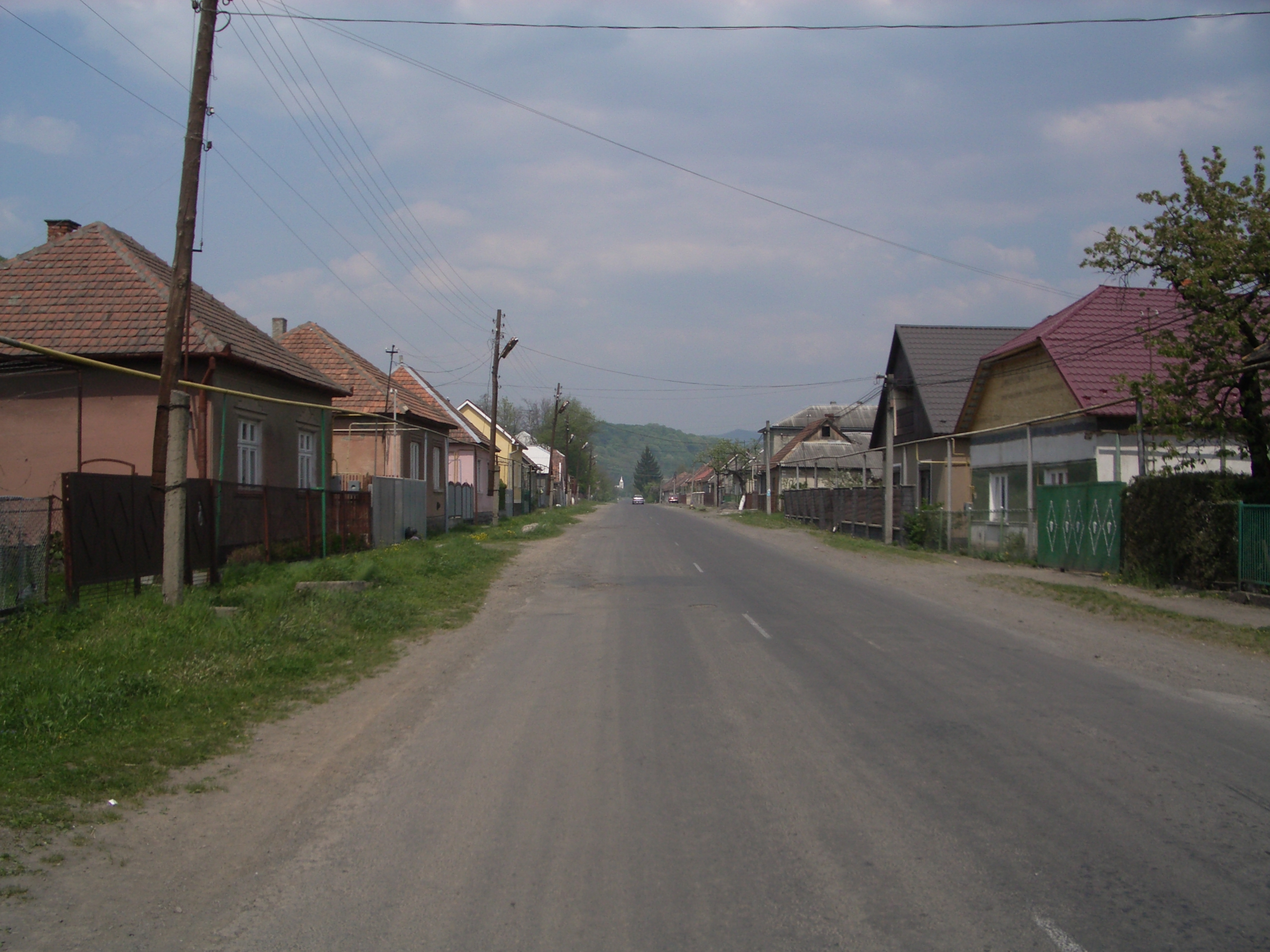
Вулиця Фрідяшівська

В селищі діє середня загальноосвітня школа з українською мовою викладання (631 учень, 57 вчителів), бібліотека (книжковий фонд — 30,6 тис. примірників), Будинок культури, амбулаторія, дошкільний дитячий заклад (105 місць), спорткомплекс, відділення зв'язку, аптека, будинок перестарілих, 14 магазинів, 3 кафе, перукарня.
Діють одна римо-католицька церква, три греко-католицькі, будується православна церква.

## Відомі уродженці
- Альфред фон Губіцкі (1887—1971) — австрійський і німецький офіцер, генерал танкових військ вермахту. Кавалер Лицарського хреста Залізного хреста.
- Балега Юрій Юрійович (нар. 1953) — російський астрофізик українського походження, доктор фізико-математичних наук (1995), член-кореспондент РАН (1997).
- Гопко Євген Артурович (нар. 1991) — німецький футболіст українського походження.
- Стрипський Гіядор Миколайович.

## Туристичні місця
- На схилі гори Тупча — три мустьєрські місцезнаходження.
- Городище ранньозалізного віку культури Голігради.
- На горі Жорнина — курганний могильник куштановицької культури.
- У 1874 році біля залізоливарного заводу знайдено римську монету імператора Траяна.
- Перший на Закарпатті залізоплавильний завод, який працював на місцевій руді.
- У Кольчині зведена перша у Карпатському реґіоні України гідроелектростанція, що поєднана з млином (рештки обладнання ще донедавна зберігалися на терені бази відпочинку нафтопроводу «Дружба»).
- Храм Покрови Пресвятої Богородиці (1882).